# (8828) 1988 RC7
A (8828) 1988 RC7 a Naprendszer kisbolygóövében található aszteroida. Henri Debehogne fedezte fel 1988. szeptember 10-én.